# Harrisia portoricensis
Harrisia portoricensis ist eine Pflanzenart in der Gattung Harrisia aus der Familie der Kakteengewächse (Cactaceae). Das Artepitheton portoricensis verweist auf das Vorkommen der Art in Puerto Rico.

## Beschreibung
Harrisia portoricensis wächst aufrecht mit nur wenigen Zweigen und erreicht Wuchshöhen von 2 bis 3 Meter. Die schlanken Triebe weisen Durchmesser von 3 bis 4 Zentimeter auf. Es sind elf gerundete Rippen vorhanden, die durch seichte Furchen voneinander getrennt sind. Die 13 bis 17 gräulich weißen Dornen besitzen eine dunklere Spitze und sind 2 bis 3 Zentimeter lang.
Die Blüten weisen eine Länge von bis zu 15 Zentimeter auf. Die gelben, kugelförmigen bis eiförmigen Früchte erreichen Durchmesser von 4 bis 6 Zentimeter.

## Verbreitung, Systematik und Gefährdung
Harrisia portoricensis ist in Puerto Rico verbreitet.
Die Erstbeschreibung durch Nathaniel Lord Britton wurde 1909 veröffentlicht. Ein nomenklatorisches Synonym ist Cereus portoricensis (Britton) Urb. (1910).
Harrisia portoricensis wird im US Endangered Species Act als gefährdet aufgeführt.

## Nachweise